# Zilphia Horton
Zilphia Mae Johnson Horton (* 14. April 1910 in Spadra oder Paris; † 11. April 1956 in Nashville) war eine US-amerikanische Aktivistin der Bürgerrechtsbewegung und der Arbeiterbewegung und Musikerin.

## Leben
Zilphia Johnson war die Tochter des Bergwerksdirektors Robert Guy Johnson und dessen Frau, der Schullehrerin Ora Ermon Howard Johnson. Sie studierte Theater und Musik am College of the Ozarks, wo sie 1931 ihren Abschluss machte. Beeinflusst von Claude C. Williams, dem linken Pfarrer ihrer Heimatstadt, wurde sie Anfang der 1930er gesellschaftlich aktiv. Von ihm übernahm sie die Idee, Musik für den Aktivismus zu nutzen. 1934 unterstützte sie ihn beim Versuch, in der Mine ihres Vaters eine Gewerkschaft zu bilden. Der daraus resultierende Streit mit ihrem Vater führte dazu, dass sie Anfang 1935 aus Paris wegzog und Mitarbeiterin der Highlander Folk School wurde, dem führenden Fortbildungszentrum für Gewerkschaftler und linke Aktivisten in den amerikanischen Südstaaten. Bald darauf heiratete sie den Leiter und Gründer der Schule, Myles Horton, der eine partielle Aussöhnung zwischen ihr und ihrem Vater vermittelte. Gemeinsam hatte das Paar zwei Kinder.
In der Highlander wurde sie cultural director, als die sie volkstümliche Kunst, besonders Musik, als Mittel des gesellschaftlichen Aktivismus nutzte. Auf ihren Reisen, die sie vor allem durch den Oberen Süden der USA führten, führte sie Protestlieder in Arbeitskämpfe ein. Oft passte sie den Text an die jeweilige Situation der Arbeiter an. Außerdem sammelte sie eine Vielzahl an Arbeiterliedern, die sie in mehreren Bänden veröffentlichte. Ihr Einsatz der Musik beeindruckte und inspirierte solche Musiker wie Pete Seeger und Lee Hays. Bekannt ist sie vor allem dafür, das Lied We Shall Overcome zu einer Hymne der Bürgerrechtsbewegung gemacht und einige der Strophen des Liedes selbst gedichtet zu haben.
Horton starb an Akutem Nierenversagen, das von der versehentlichen Einnahme eines Schreibmaschinenreinigungsmittels ausgelöst wurde.